# Parc Nacional de Yosemite
El Parc Nacional de Yosemite (/joʊˈsɛmɨtiː/) cobreix una àrea de 3.081 km² i s'estén pels vessants orientals de la cadena muntanyenca de serra Nevada, a Califòrnia, Estats Units. És visitat per uns 4 milions de persones cada any, i la gran majoria només recorre la part del Yosemite. Va ser denominat Patrimoni Mundial de la Humanitat el 1984 i és reconegut internacionalment pels seus penya-segats de granit, salts d'aigua, rius cristal·lins, boscos de sequoies gegants i la gran diversitat biològica (prop del 95% de l'àrea del parc és una àrea salvatge).

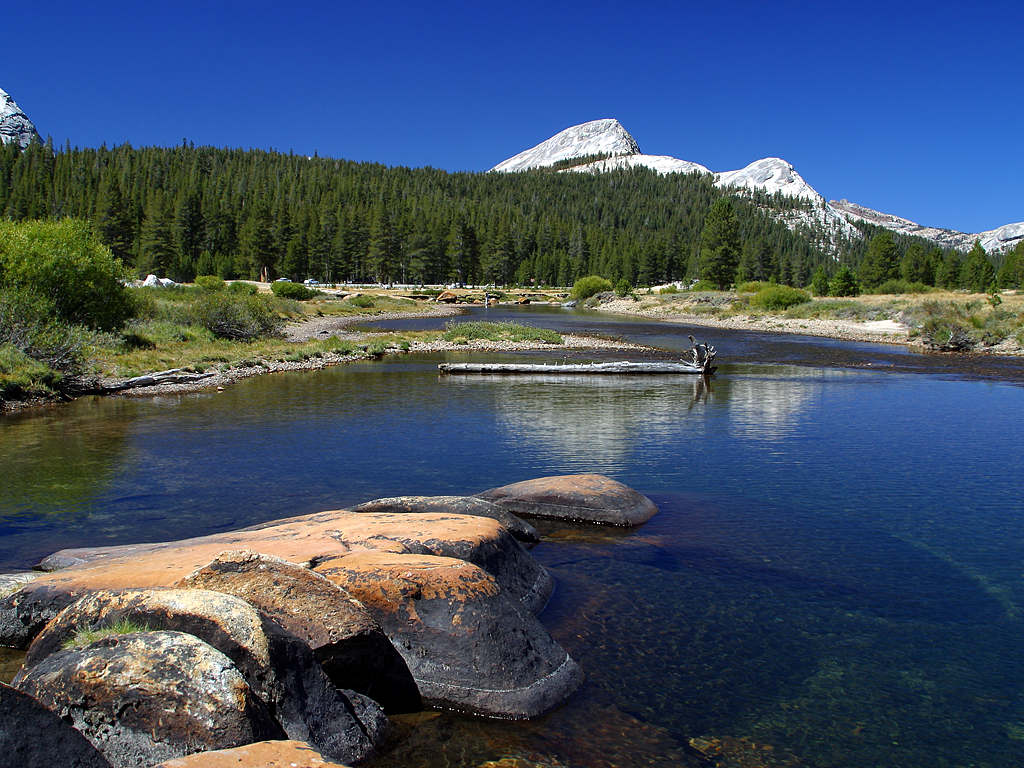
Riu al Parc Nacional de Yosemite

## Història
Va ser el primer parc nacional declarat pel govern federal dels Estats Units (després de Yellowstone) i amb el treball de persones com John Muir va ser un punt rellevant en el desenvolupament de la idea de parcs nacionals. Yosemite és un dels hàbitats més grans i menys fragmentat de serra Nevada, i inclou una gran diversitat de plantes i animals. El parc té en terme mitjà una elevació de 600 a 4.000 metres i conté cinc zones principals de vegetació: àrea boscosa de roures, vegetació de baixa muntanya, vegetació d'alta muntanya, vegetació subalpina i vegetació alpina.

## Vall de Yosemite

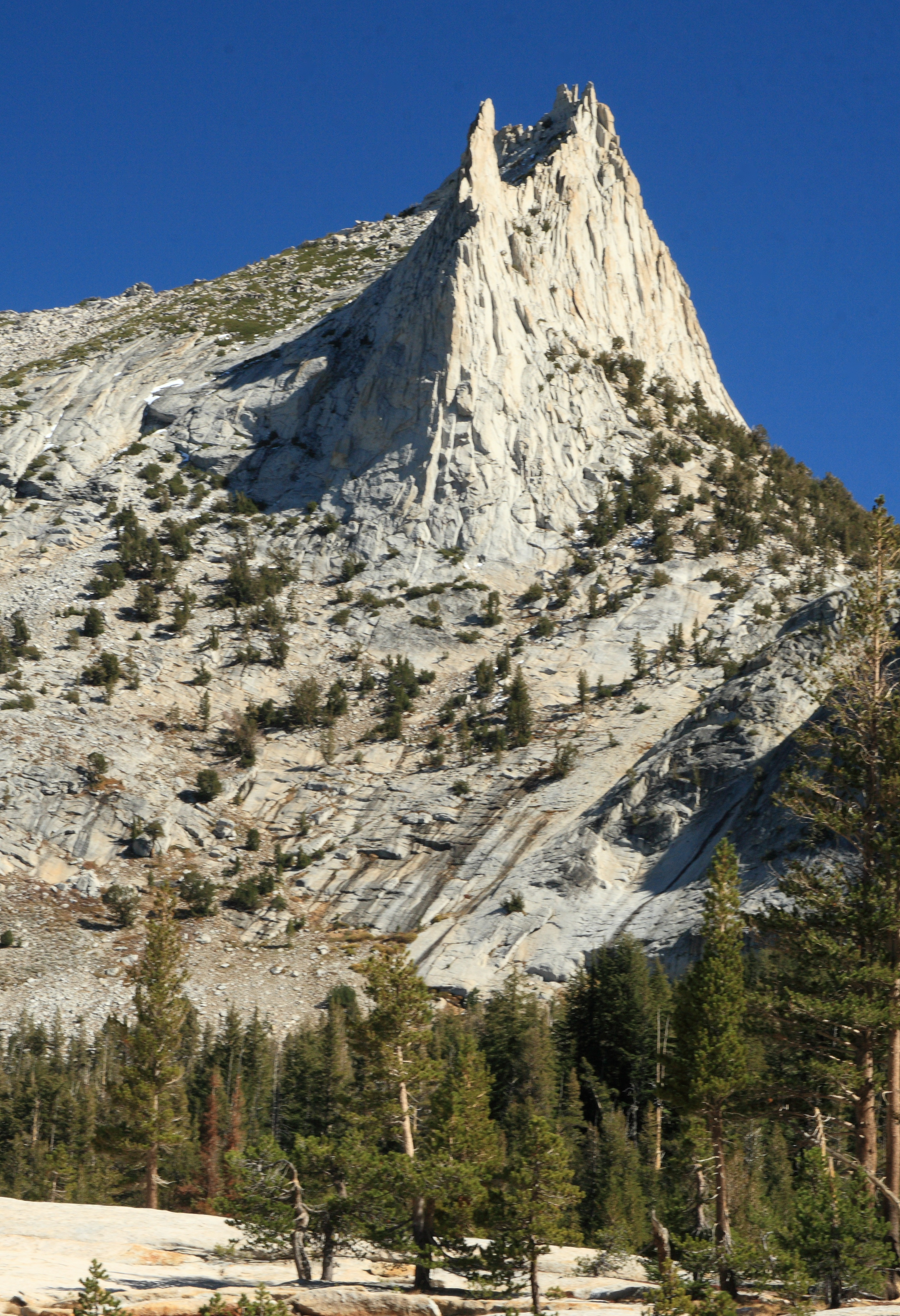
Pic de la Catedral

La vall de Yosemite només representa l'1 % de l'àrea del parc. La vista del túnel ofereix una vista de la vall. El Capitán és un penya-segat de granit prominent que s'alça sobre la vall, i és un dels favorits de l'escalada en roca per la seva grandària, les seves diverses vies d'escalada i l'accessibilitat durant tot l'any. Les cúpules de granit com ara Sentinel Dome i Half Dome s'eleven a 910 i 1.460 m, respectivament, per sobre del fons de la vall. El parc conté desenes d'altres cúpules de granit.
El país alt de Yosemite conté altres característiques importants com Tuolumne Meadows, Dana Meadows, Clark Range, Cathedral Range i Kuna Crest. La cresta de la Sierra i el sender de la cresta del Pacífic passen per Yosemite. El mont Dana i el mont Gibbs són cims de roca metamòrfica vermella. Els cims de granit inclouen el mont Conness, el pic de la catedral i el cim del Matterhorn. El mont Lyell és el punt més alt del parc, amb 4.000 m. La glacera Lyell és la glacera més gran de la serra i una de les poques que queden.
El parc té tres arbres d'antigues sequoies gegants (Sequoiadendron giganteum); la Mariposa Grove (200 arbres), la Tuolumne Grove (25 arbres) i la Merced Grove (20 arbres). Aquesta espècie creix en volum més gran que qualsevol altra i és una de les més altes i amb més longevitat.

### Aigua i gel

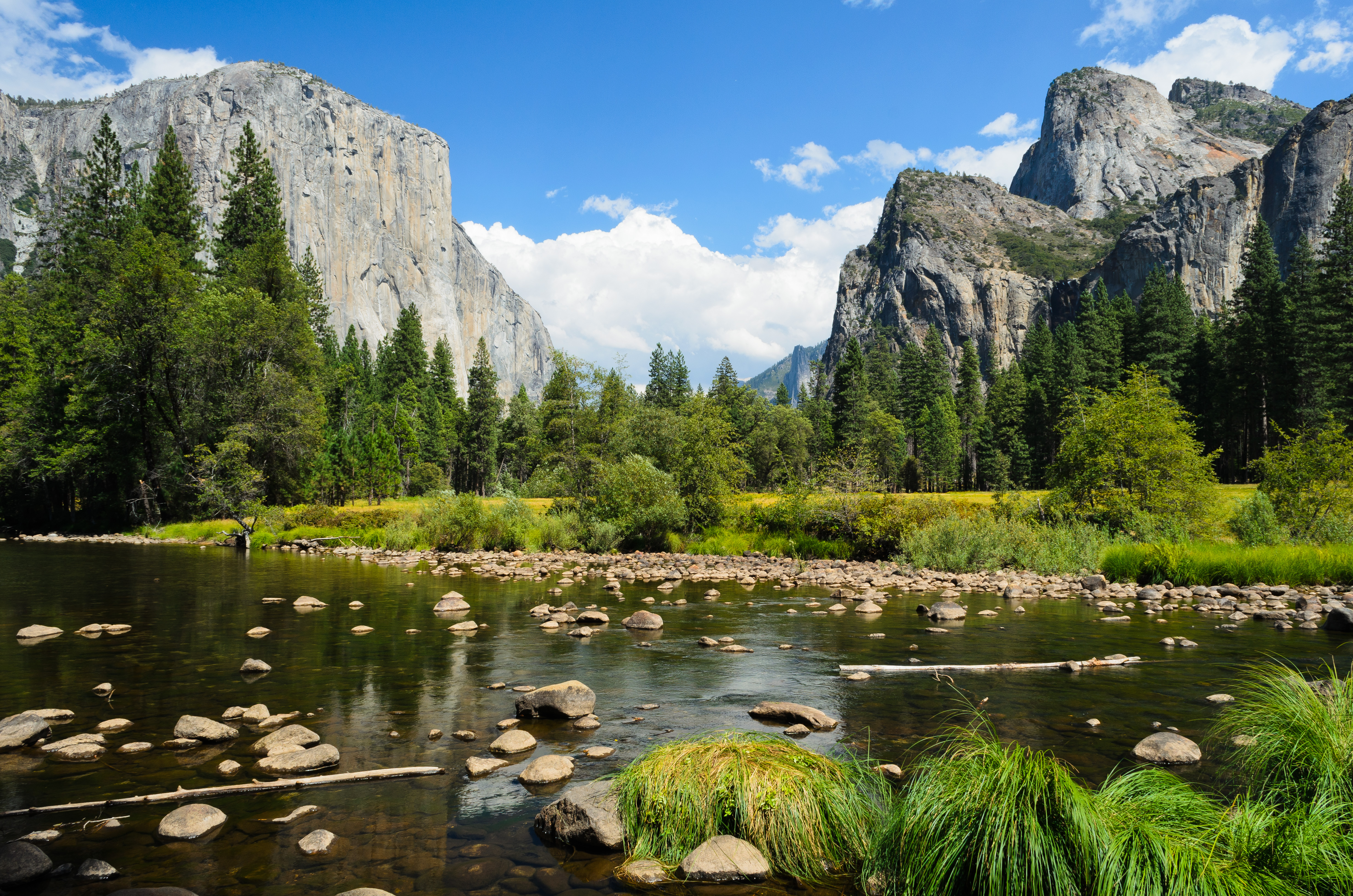
El riu Merced flueix per la vall de Yosemite, una vall en forma d'U

Els sistemes del riu Tuolumne i Merced s'originen al llarg de la cresta de la serra al parc i han tallat canyons fluvials 910 a 1.220 m de profund. El riu Tuolumne drena tota la part nord del parc, una àrea d'aproximadament 1.800 km². El riu Merced comença als cims del sud del parc, principalment la catedral i les serralades Clark, i drena una àrea d'aproximadament 1.320 km².
Els processos hidrològics, com ara la glaciació, les inundacions i la resposta geomòrfica fluvial, han estat fonamentals per crear les formes del relleu del parc. El parc conté aproximadament 3.200 llacs (de més de 100 m ²), dos embassaments i 2.700 km de rius. Els aiguamolls floreixen als fons de les valls de tot el parc i sovint estan vinculats hidrològicament als llacs i rius propers mitjançant inundacions estacionals i aigües subterrànies. Hàbitats de prat, distribuïts a elevacions de 910 a 3.350 m al parc, són generalment aiguamolls, com també ho són els hàbitats de ribera que es troben a la vora dels cursos d'aigua de Yosemite.

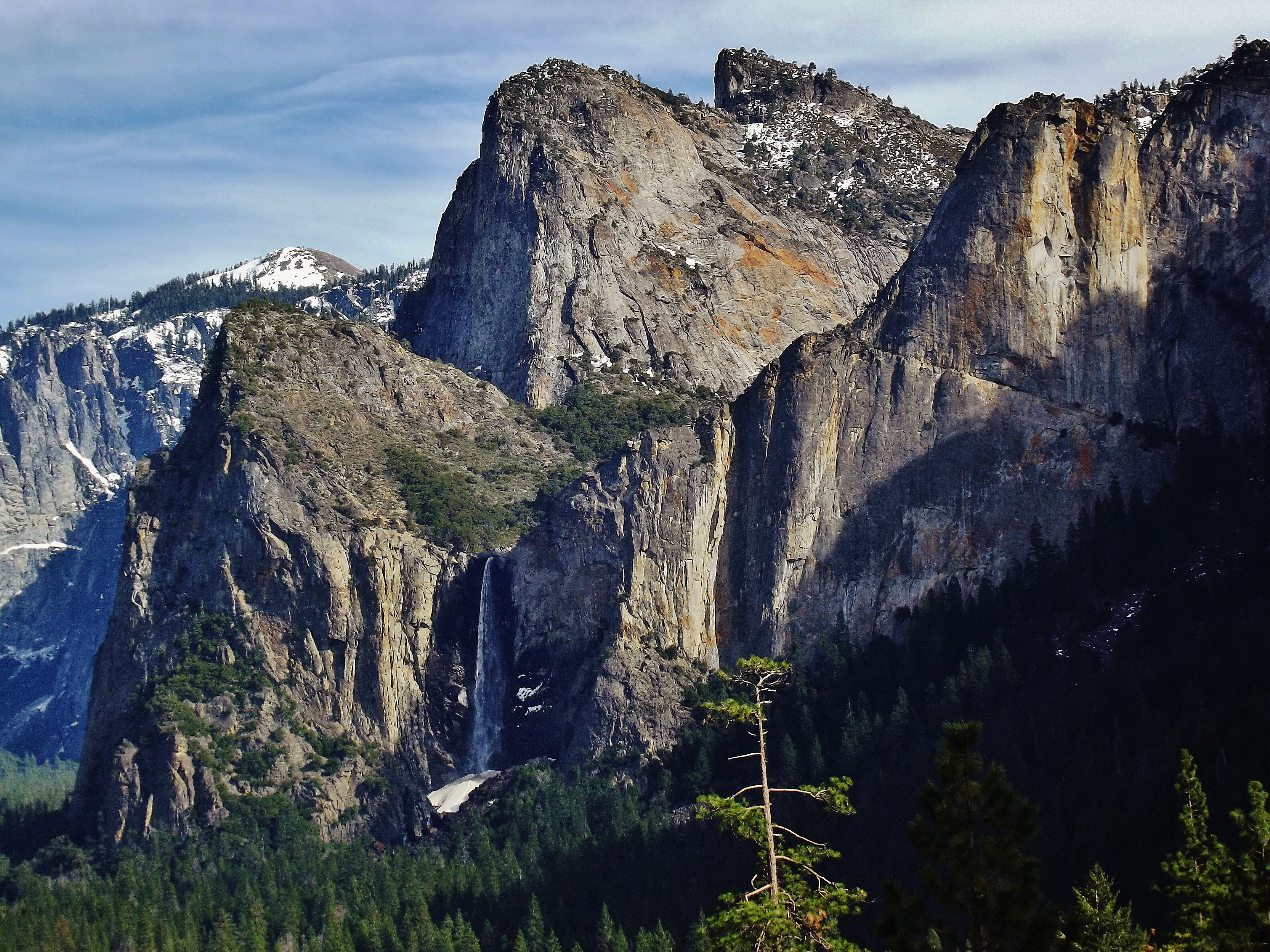
Bridalveil Fall brolla d'una vall penjant en forma d'U que va ser creada per una glacera tributària.

Yosemite és famós per la seva alta concentració de cascades en una petita zona. Nombroses gotes escarpades, passos glacials i valls penjants al parc presenten cascades espectaculars, especialment durant els mesos d'abril, maig i juny (a mesura que la neu es fon). Situat a la vall de Yosemite, Yosemite Falls és la quarta cascada més alta d'Amèrica del Nord amb 739 m segons la World Waterfall Database. També a la vall hi ha el volum molt més baix Ribbon Falls, que té la caiguda vertical única més alta, 491 m. Potser la més destacada de les cascades de la vall és Bridalveil Fall. Les cascades de Wapama a Hetch Hetchy Valley són una altra cascada notable. Centenars de cascades efímeres s'activen al parc després de les fortes pluges o la fusió de la capa de neu.
Les glaceres del parc són relativament petites i ocupen zones que es troben a l'ombra gairebé permanent, com els circs orientats al nord i al nord-est. La glacera Lyell és la glacera més gran de Yosemite (les glaceres Palisades són les més grans de Sierra Nevada) i cobreix 65 ha. Cap de les glaceres de Yosemite és un romanent de les glaceres alpines de l'edat de gel responsables d'esculpir el paisatge de Yosemite. En canvi, es van formar durant un dels episodis neoglacials que s'han produït des de la descongelació de l'Edat de Gel (com la Petita Edat de Gel). Moltes glaceres de Yosemite han desaparegut, com la glacera de la Muntanya Negra que es va marcar el 1871 i que havia desaparegut a mitjans dels anys vuitanta. Les dues últimes glaceres de Yosemite, les glaceres Lyell i Maclure, han retrocedit durant els darrers 100 anys i s'espera que desapareguin com a conseqüència del canvi climàtic.

### Clima

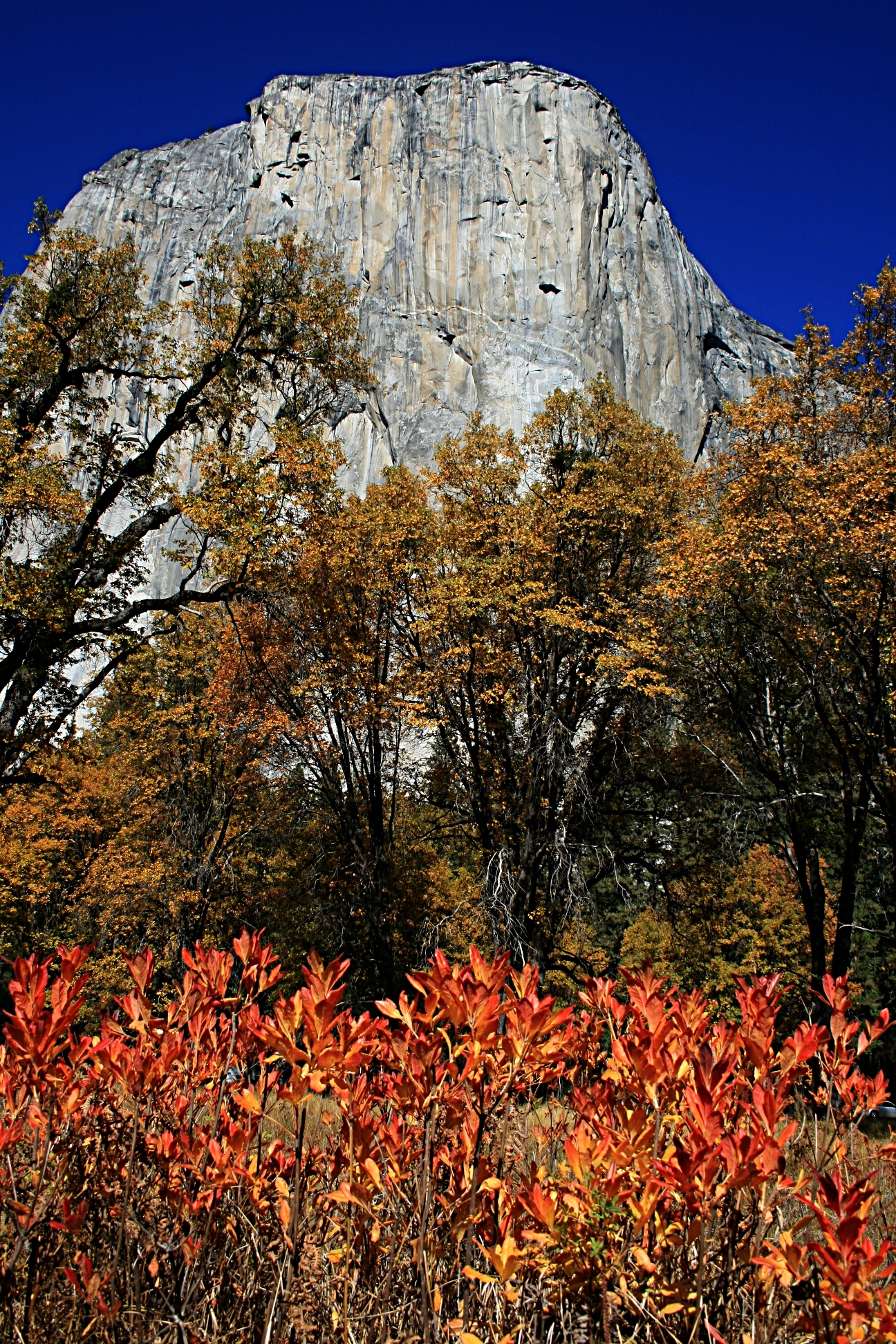
Yosemite a la tardor

Yosemite té un clima mediterrani (classificació climàtica de Köppen Csa), és a dir, la majoria de les precipitacions cauen durant l'hivern suau, i les altres estacions són gairebé seques (menys del 3% de la precipitació cau durant els estius llargs i calorosos). A causa de l'elevació orogràfica, la precipitació augmenta amb l'elevació fins a 2.400 m on disminueix lentament fins a la cresta. Les quantitats de precipitació varien des de 910 mm a 1.200 m d'altura a 1.300 mm a 2.600 m. La neu no s'acumula normalment fins al novembre a la zona alta. S'aprofundeix al març o principis d'abril.
Les temperatures mitjanes diàries oscil·len entre -4°C fins a 12°C a Tuolumne Meadows a 2.600 m. A l'entrada de Wawona (1.560 m), la temperatura mitjana diària oscil·la entre 2 i 19°C. A les elevacions més baixes per sota dels 1.500 m, les temperatures són més altes; la temperatura màxima mitjana diària a la vall de Yosemite (1.209 m) varia de 8 a 32°C. En elevacions superiors als 2.400 m, les temperatures estiuenques càlides i seques es veuen moderades per les freqüents tempestes estivals, juntament amb la neu que pot persistir fins al juliol. La combinació de vegetació seca, humitat relativa baixa i tempestes també produeixen incendis freqüents causats per llamps.
A la seu del parc (cota 1.225 m), la mitjana de gener és 3,3°C, mentre que la mitjana de juliol és de 22,9°C. A l'estiu les nits són molt més fresques que els dies. Una mitjana de 45,5 dies té màxims de 32°C o superior i una mitjana de 105,6 nits amb temperatures de congelació. S'han registrat temperatures de congelació a tots els mesos de l'any. La temperatura màxima rècord va ser de 44°C el 22 de juliol i el 24 de juliol de 1915, mentre que la temperatura mínima rècord va ser -22°C l'1 de gener de 2009. La precipitació mitjana anual és de prop de 940 mm, caient en 67 dies. L'any més plujós va ser el 1983 amb 1.678 mm i l'any més sec va ser el 1976 amb 374 mm. La major precipitació en un mes va ser 753 mm el desembre de 1955 i el màxim en un dia va ser 176 mm el 23 de desembre de 1955. La nevada mitjana anual és d'1 m. L'hivern més nevat va ser el 1948-1949 amb 4,48 m. La neu més gran en un mes va ser 4,45 m el gener de 1993.

## Geologia
La geologia de la zona de Yosemite es caracteritza per roques granítiques i restes de roca més antiga. Fa uns deu milions d’anys, Sierra Nevada va ser aixecada i després inclinada per formar els seus vessants occidentals relativament suaus i els vessants orientals més dramàtics. L'elevació va augmentar el pendent dels llits dels rius i dels rius, donant lloc a la formació de canons estrets i profunds. Fa aproximadament un milió d’anys, la neu i el gel s’acumulaven, formant glaceres als prats alpins més alts que baixaven per les valls del riu. El gruix del gel a la vall de Yosemite pot haver arribat als 1.200 m durant els primers episodis glacials. El moviment de pendent descendent de les masses de gel va tallar i esculpir la vall en forma d’U que atreu a tants visitants a les seves panoràmiques actuals.

## Flora
De les 7.000 espècies de plantes de Califòrnia, prop del 50% es troben a serra Nevada, i més del 20% dins del Parc Yosemite.

## Hàbitats
Amb el seu aspre chaparral cuit al sol, senyorials bosquets de pins, avets i sequoies i extensions de boscos i prats alpins, el Parc Nacional de Yosemite conserva un paisatge de Sierra Nevada tal com era abans de l'assentament euroamericà. A diferència de les terres circumdants, que han estat significativament alterades per la tala, el parc encara conté uns 91.260 ha de bosc antic. En conjunt, els diversos hàbitats del parc admeten més de 250 espècies de vertebrats, que inclouen peixos, amfibis, rèptils, aus i mamífers.
Gran part del límit occidental de Yosemite té hàbitats dominats per boscos de coníferes mixtes de pi ponderosa, sugar pine, cedre d’encens, avet blanc, avet de Douglas i algunes masses de sequoia gegant, intercalades per zones de roure negre i roure viu. Aquests hàbitats recolzen una diversitat relativament elevada d’espècies de vida salvatge, a causa del clima relativament suau i de baixa elevació i de la barreja de tipus d’hàbitat i espècies vegetals. Entre les espècies de vida salvatge que es troben típicament en aquests hàbitats es troben l'os negre, el coiot, l'os rentador, la serp reial de la muntanya, el llangardaix de Gilbert, el picot garser capblanc, el linx roig, la llúdriga de riu, la guineu grisa, la guineu vermella, el raspinell bru, dues espècies de mofeta, el puma, el mussol tacat, i una gran varietat d'espècies de ratpenats.
En augmentar la seva elevació, els boscos de coníferes es converteixen en camps més purs d’avet vermell, pi blanc occidental, pi Jeffrey, pi pinyoner i algun que altre pi de guineu. Es solen trobar menys espècies de fauna salvatge en aquests hàbitats, a causa de la seva elevada altitud i la seva complexitat inferior. Entre les espècies susceptibles de trobar-se hi ha l'esquirol de terra amb mantell daurat, l'esquirol de Douglas, el pescador, l’argany de Steller, el tord ermità i l’astor nord. Els rèptils no són habituals, però es troba la boa de goma, sargantana de la tanca occidental i llangardaix-cocodril nord.
A mesura que augmenta el paisatge, els arbres es fan més petits i més escassos, amb parets trencades per zones de granit exposat. Aquests inclouen el pi pinyoner, el pi blanc i la cicuta de muntanya que, a les elevacions més altes, donen pas a vastes extensions de granit a mesura que s’arriba a la línia de l'arbre. El clima d’aquests hàbitats és dur i la temporada de creixement és curta, però s’adapten a aquestes condicions espècies com la pica americana, la marmota de panxa groga, el crab de cua blanca, el trencanous de Clark i el pinsà rosat negre. A més, els hàbitats alpins sense arbres són les zones afavorides per les ovelles bighorn de Sierra Nevada. Aquesta espècie, però, es troba ara a la zona de Yosemite només al voltant del pas de Tioga, on existeix una població reduïda i re-introduïda.
En diverses elevacions, els prats proporcionen un hàbitat important i productiu per a la vida salvatge. Els animals arriben a alimentar-se de les herbes verdes i utilitzen l’aigua fluïda i estancada que es troba a molts prats. Els depredadors, al seu torn, són atrets per aquestes zones. La interfície entre prat i bosc també és afavorida per moltes espècies animals a causa de la proximitat d’àrees obertes per alimentar-se i de cobertes de protecció. Entre les espècies que depenen molt de l’hàbitat dels prats es tronben el gran mussol gris, el mosquetó de salze, el gripau de Yosemite i el castor de muntanya.